# Cordyceps nutans
Cordyceps nutans är en svampart som beskrevs av Pat. 1887. Cordyceps nutans ingår i släktet Cordyceps och familjen Cordycipitaceae.   Inga underarter finns listade i Catalogue of Life.